# Mantidactylus klemmeri
Mantidactylus klemmeri é uma espécie de anfíbio da família Mantellidae.
É endémica de Madagáscar.
Os seus habitats naturais são: florestas subtropicais ou tropicais húmidas de baixa altitude e matagal tropical ou subtropical de alta altitude.
Está ameaçada por perda de habitat.